# Фрем, Фади
Фади Фрем (араб. فادي أفرام‎;
1954, Бейрут) — ливанский правохристианский политик и боевик, активист партии Катаиб. Участник ливанской гражданской войны, преемник Башира Жмайеля в командовании фалангистской милицией. Командовал Ливанскими силами в 1982—1983. После поражения в Горной войне отстранён от командования и эмигрировал.

## Активист Катаиб
Родился в богатой маронитской семье из бейрутского христианского квартала Ашрафия. Окончил факультет машиностроения Американского университета Бейрута. Впоследствии получил степень магистра Гарвардской школы бизнеса и Техасского университета A&M. По специальности — инженер-машиностроитель.
С юности Фади Фрем являлся активистом правохристианской фалангистской партии Катаиб. Придерживался националистических и антикоммунистических взглядов. Был близок к семье основателя Катаиб Пьера Жмайеля.
В 1969 году Фади Фрем вступил в военизированное крыло Катаиб — фалангистскую милицию. Участвовал в вооружённых столкновениях с боевиками ООП. С 1975 года активно участвовал в ливанской гражданской войне. С 1978 служил в фалангистской военной разведке. В начале 1980-х возглавлял генштаб фалангистов.

## Командир «Ливанских сил»
13 сентября 1982 года избранный президентом Ливана Башир Жмайель-младший назначил Фади Фрема командующим правохристианскими вооружёнными формированиями Ливанские силы (ранее этот пост занимал сам Жмайель). На следующий день Башир Жмайель был убит.

Я заверяю всех ливанцев: «Ливанские силы» сохранят верность курсу президента-мученика. Шейх Башир живёт в нас.

Фади Фрем

Палестинские источники причисляют Фади Фрема к главным организаторам резни в Сабре и Шатиле, последовавшей за убийством Башира Жмайеля.
Во главе «Ливанских сил» Фади Фрем занимал жёсткую военно-политическую позицию. Он заявлял, что ООП, левые и просирийские силы в ливанской войне пользуются поддержкой Сирии и СССР и предлагал использовать в противостоянии помощь Запада и Израиля.

## «Горная война» и отстранение от командования
Под командованием Фади Фрема «Ливанские силы» в союзе с правительственной армией участвовали в Горной войне сентября 1983—февраля 1984. На фалангистов Фрема возлагалась ответственность за военные преступления. Фади Фрем отвергал эти обвинения.
«Горная война» закончились серьёзным поражением правохристиан в Горном Ливане и Бейруте. Победу одержала коалиция друзского ополчения, шиитского движения Амаль, ПСП и других левых сил, при решающей поддержке Сирии. Ответственность за поражение была возложена на Фрема, который, по мнению других правохристианских командиров, недооценил силы противника и не проработал должным образом стратегию и тактику боёв. Осложнились отношения Фади Фрема с президентом Ливана Амином Жмайелем. В марте 1984 года командование «Ливанскими силами» принял Фуад Абу Надер (усилились также позиции Самира Джааджаа).

## Переезд в Канаду
Фади Фрем покинул Ливан и поселился в Канаде, где проживает до сих пор.
Женат на Лене Абу Надер — сестре Фуада Абу Надера, внучке Пьера Жмайеля, племяннице Башира Жмайеля.